# Culex europaeus
Culex europaeus är en tvåvingeart som beskrevs av Da Cunham Ramos, Ribeiro och Harrison 2003. Culex europaeus ingår i släktet Culex och familjen stickmyggor.
Artens utbredningsområde är Portugal. Inga underarter finns listade i Catalogue of Life.